# Campionati europei di karate 2007
La 42ª edizione del campionato europeo di karate si è svolta a Bratislava dal 4 al 6 maggio 2007.
Dopo il successo di mondiali di Tampere la spedizione azzurra si ripete vincendo il medagliere grazie ai 5 ori di Valdesi, Ortu, Busà, Maniscalco e la squadra maschile di kata.

## Medagliere
| Posizione | Nazione              | Oro | Argento | Bronzo | Totale |
| --------- | -------------------- | --- | ------- | ------ | ------ |
| 1         | Italia               | 5   | 1       | 4      | 10     |
| 2         | Turchia              | 3   | 3       | 2      | 8      |
| 3         | Spagna               | 3   | 2       | 5      | 10     |
| 4         | Azerbaigian          | 2   | 0       | 0      | 2      |
| 5         | Slovacchia           | 1   | 3       | 1      | 5      |
| 6         | Croazia              | 1   | 1       | 1      | 3      |
| 7         | Russia               | 1   | 0       | 3      | 4      |
| 8         | Rep. Ceca            | 1   | 0       | 0      | 1      |
| 9         | Francia              | 0   | 2       | 4      | 6      |
| 10        | Bosnia ed Erzegovina | 0   | 2       | 1      | 3      |
| 11        | Grecia               | 0   | 1       | 2      | 3      |
| 12        | Macedonia            | 0   | 1       | 1      | 2      |
| 12        | Slovenia             | 0   | 1       | 1      | 2      |
| 14        | Belgio               | 0   | 0       | 2      | 2      |
| 14        | Svizzera             | 0   | 0       | 2      | 2      |
| 16        | Bulgaria             | 0   | 0       | 1      | 1      |
| 16        | Germania             | 0   | 0       | 1      | 1      |
| 16        | Montenegro           | 0   | 0       | 1      | 1      |
| 16        | Polonia              | 0   | 0       | 1      | 1      |
| 16        | Serbia               | 0   | 0       | 1      | 1      |

## Risultati

### Kata
| Posizione | Karateka                   |
| --------- | -------------------------- |
| 1         | Luca Valdesi               |
| 2         | Fernando San Jose Bastante |
| 3         | Vu Duc Minh Dack           |
| 3         | Lucio Maurino              |
| 5         | Pasi Hirvonen              |
| 5         | Roman Spivak               |
| 7         | Kristian Novak             |
| 7         | Łukasz Wolny               |

| Posizione | Karateka                |
| --------- | ----------------------- |
| 1         | Mirna Šenjug            |
| 2         | Sabrina Buil            |
| 3         | Almudena Muñoz Gonzales |
| 3         | Michelle Saner          |
| 5         | Kübra Akarsu            |
| 5         | Sara Battaglia          |
| 7         | Špela Muha              |
| 7         | Mariska Steenbeek       |

| Posizione | Nazione  |
| --------- | -------- |
| 1         | Italia   |
| 2         | Francia  |
| 3         | Spagna   |
| 3         | Serbia   |
| 5         | Germania |
| 5         | Croazia  |
| 7         | Turchia  |

| Posizione | Nazione    |
| --------- | ---------- |
| 1         | Spagna     |
| 2         | Italia     |
| 3         | Francia    |
| 3         | Montenegro |
| 5         | Germania   |
| 5         | Rep. Ceca  |
| 7         | Polonia    |
| 7         | Russia     |

### Kumite
| Posizione | Karateka              |
| --------- | --------------------- |
| 1         | Francesco Ortu        |
| 2         | Ilyas Demir           |
| 3         | Danil Domdjoni        |
| 3         | Davíd Luque Camacho   |
| 5         | Edin Muslic           |
| 5         | Ioannis Syllas        |
| 7         | Paulo André Goncalves |
| 7         | Robert Scott          |

| Posizione | Karateka                |
| --------- | ----------------------- |
| 1         | Yucel Gundogdu          |
| 2         | Ivo Cvetkovski          |
| 3         | Borislav Ivanov         |
| 3         | Dimítrios Triantafýllis |
| 5         | Geoffrey Berens         |
| 5         | Jukka Koivunen          |
| 7         | Mathieu Cossou          |
| 7         | Aliaksei Melnikau       |

| Posizione | Karateka               |
| --------- | ---------------------- |
| 1         | Rafael Aǧhayev         |
| 2         | Serkan Yagci           |
| 3         | Omar Omarov            |
| 3         | Diego Vandeschrick     |
| 5         | Goran Lučin            |
| 5         | Witold Wojciechowski   |
| 7         | David Terrence Godfrey |
| 7         | Odyseas Tefkrou        |

| Posizione | Karateka          |
| --------- | ----------------- |
| 1         | Luigi Busà        |
| 2         | Matija Matijevic  |
| 3         | Mourad Gadzhiev   |
| 3         | Cédric Sioussaran |
| 5         | Köksal Cakir      |
| 5         | Timothy Petersen  |
| 7         | Sergiy Bezuglov   |
| 7         | Hunor Laszlo Vass |

| Posizione | Karateka                |
| --------- | ----------------------- |
| 1         | Iván Leal Reglero       |
| 2         | Andrej Harničár         |
| 3         | Alessandro Nardi        |
| 3         | Dejan Vozlic            |
| 5         | Mehmetzeki Demir        |
| 5         | Elson Kabashi           |
| 7         | Islamoutdin Eldarouchev |
| 7         | Ivan Germanov           |

| Posizione | Karateka                         |
| --------- | -------------------------------- |
| 1         | Stefano Maniscalco               |
| 2         | Alen Zamlić                      |
| 3         | Aleksandr Guerunov               |
| 3         | Francisco Javier Martinez Guzman |
| 5         | Calum Robb                       |
| 5         | Yaser Sahintekin                 |
| 7         | Almir Cecunjanin                 |
| 7         | Marko Luhamaa                    |

| Posizione | Karateka         |
| --------- | ---------------- |
| 1         | Rafael Aǧhayev   |
| 2         | Klaudio Farmadín |
| 3         | Sasko Arsovski   |
| 3         | Yusuf Baser      |
| 5         | Nuno Manuel Dias |
| 5         | Alexander Lang   |
| 7         | Jean-Marc Mayer  |
| 7         | Calum Robb       |

| Posizione | Karateka                |
| --------- | ----------------------- |
| 1         | Gülderen Celik          |
| 2         | Monika Višňovská        |
| 3         | Selene Guglielmi        |
| 3         | Muriel Vanderhaeghen    |
| 5         | Evdoxia Kosmidou        |
| 5         | Marilena Rubini Volante |
| 7         | Vanessa Ruiz            |
| 7         | Biljana Stojovic        |

| Posizione | Karateka               |
| --------- | ---------------------- |
| 1         | Petra Peceková         |
| 2         | Vildan Dogan           |
| 3         | Anna Fajkowska         |
| 3         | Carmen Vicente Cabañas |
| 5         | Petra Naranđa          |
| 5         | Silvia Sperner         |
| 7         | Laura Pasqua           |
| 7         | Katarina Strika        |

| Posizione | Karateka            |
| --------- | ------------------- |
| 1         | Yıldız Aras         |
| 2         | Arnela Odžaković    |
| 3         | Fanny Clavien       |
| 3         | Alexia Karypidou    |
| 5         | Jeannine Herrgesell |
| 5         | Maja Janković       |
| 7         | Špela Muha          |
| 7         | Sabrina Wrann       |

| Posizione | Karateka             |
| --------- | -------------------- |
| 1         | Eva Medveďová        |
| 2         | Cristina Feo Gomez   |
| 3         | Yıldız Aras          |
| 3         | Tiffany Fanjat       |
| 5         | Anna Fajkowska       |
| 5         | Petra Volf           |
| 7         | Yasmina Benadda      |
| 7         | Avgoustina Stylianou |

| Posizione | Nazione              |
| --------- | -------------------- |
| 1         | Russia               |
| 2         | Grecia               |
| 3         | Bosnia ed Erzegovina |
| 3         | Italia               |
| 5         | Spagna               |
| 5         | Norvegia             |
| 7         | Croazia              |
| 7         | Slovacchia           |

| Posizione | Nazione              |
| --------- | -------------------- |
| 1         | Spagna               |
| 2         | Bosnia ed Erzegovina |
| 3         | Germania             |
| 3         | Slovacchia           |
| 5         | Croazia              |
| 5         | Italia               |
| 7         | Polonia              |
| 7         | Slovenia             |